# Samuel Wallis

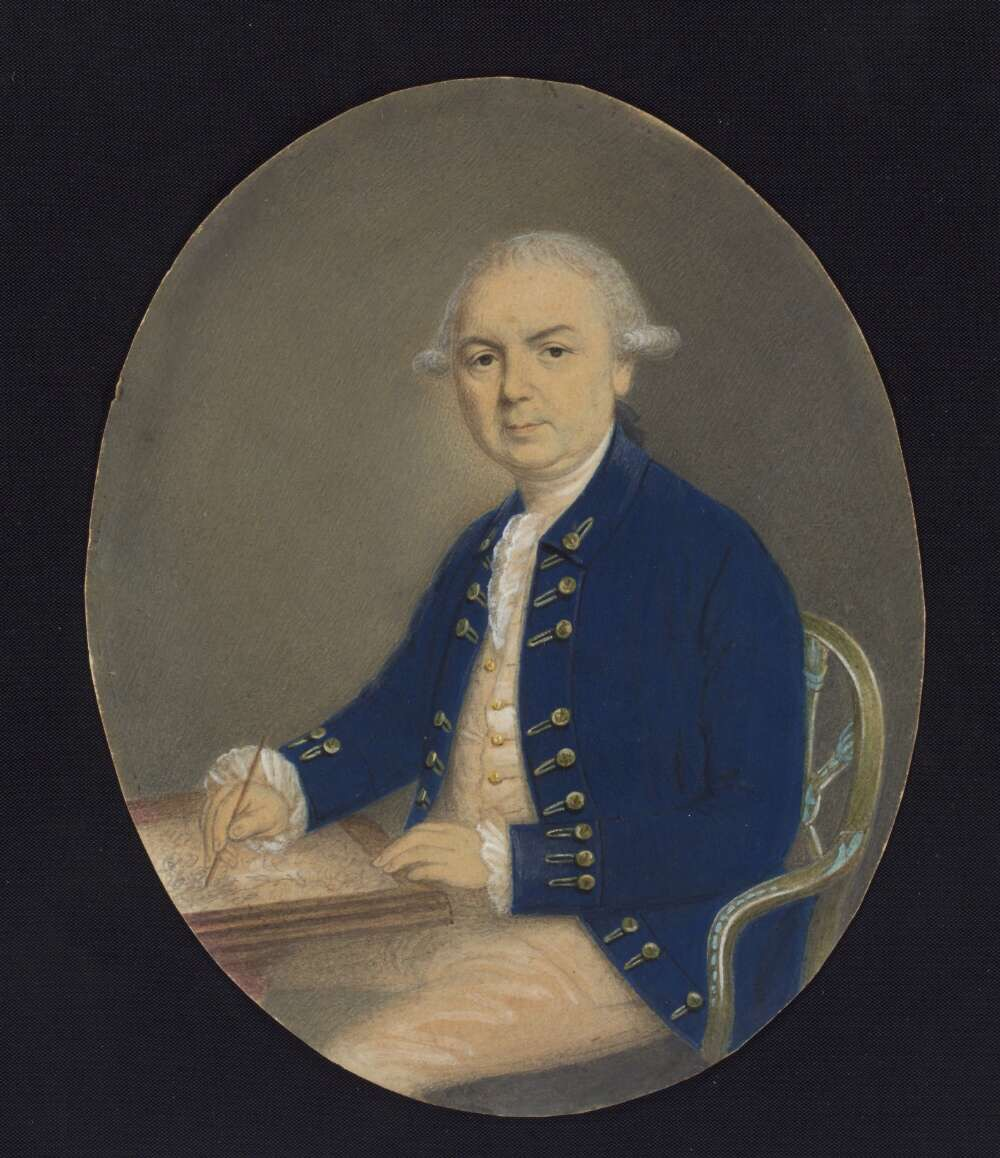
Samuel Wallis, um 1785

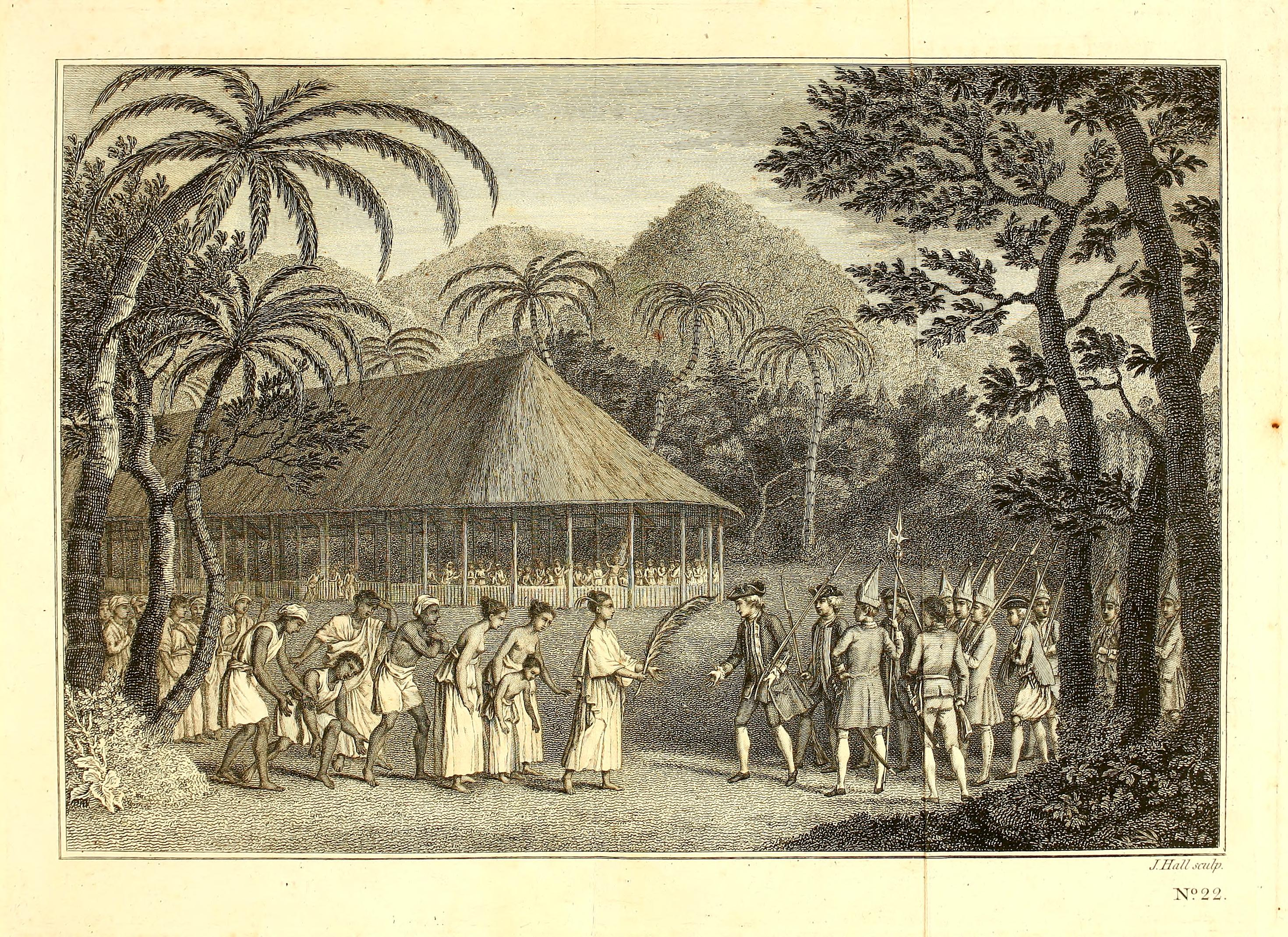
Wallis wird nach der Ankunft auf Tahiti von Königin Purea (auch Oborea) empfangen

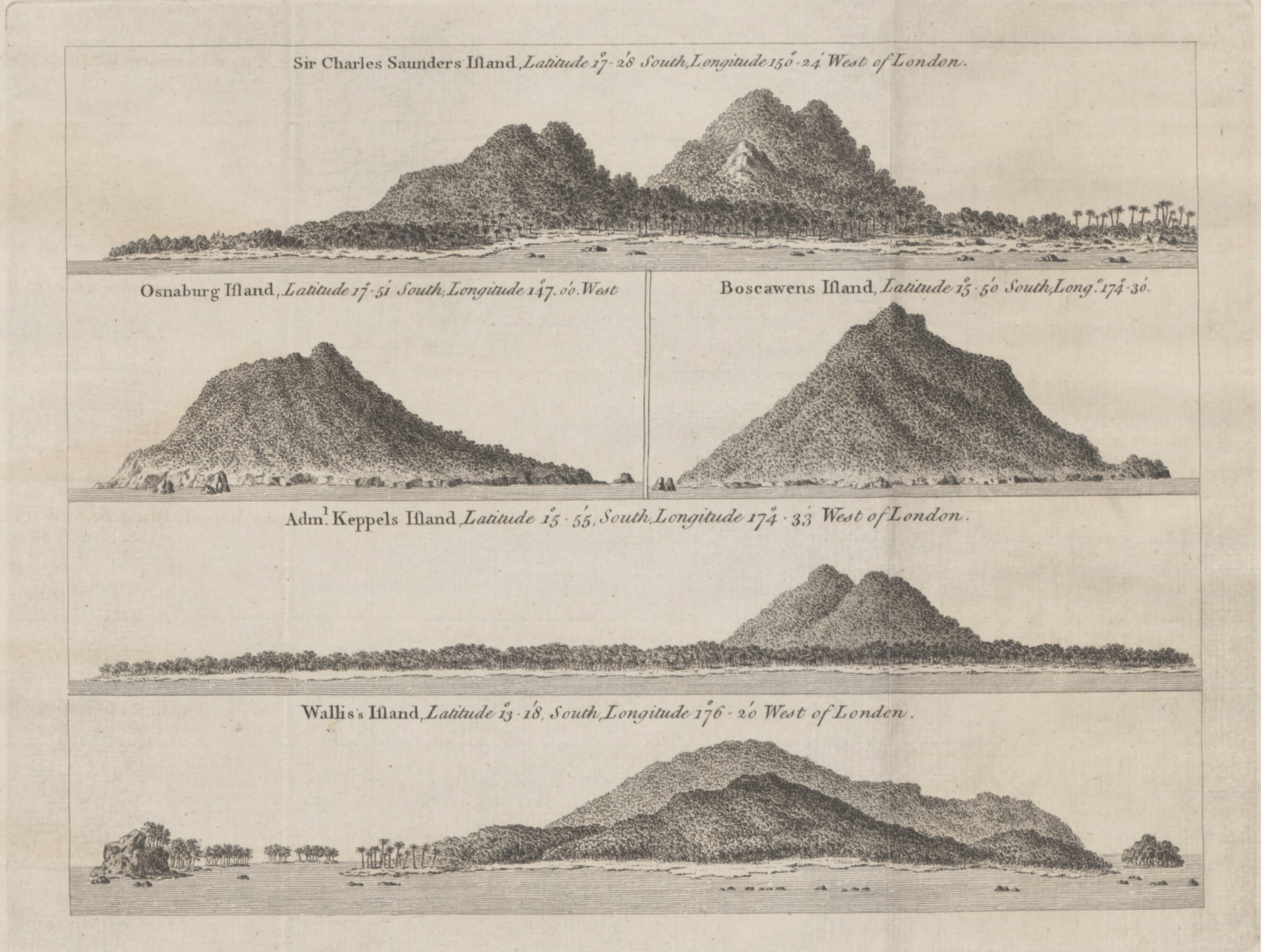
Ansicht einiger von Wallis entdeckten oder passierten Inseln:
„Sir Charles Saunders Island“
„Osnaburg Island“
„Boscawens Island“
„Admiral Keppel’s Island“
„Wallis Island“

Samuel Wallis (* April 1728 in Fentonwoon bei Camelford, Cornwall; † 21. Januar 1795 in London) war ein britischer Marineoffizier und Weltumsegler. Er gilt als „Entdecker“ Tahitis und mehrerer anderer Inseln im Südpazifik.

## Leben und Wirken

### Herkunft
Wallis war der dritte Sohn John Wallis (1680–1768) und dessen Frau Sarah Barrett († 1731). Er wurde am 23. April 1728 in Lanteglos getauft.

### Aufstieg als Marineoffizier
Wallis ging 1744 als Midshipman zur Royal Navy. Er diente im King George’s War (1744–1748) und wurde nach dem Friedensschluss zu Aachen am 19. Oktober 1748 zum Lieutenant befördert. Im Januar 1753 wurde er auf das Linienschiff Anson unter Kapitän Charles Holmes (1711–1761) versetzt. Im Juni 1756, kurz vor Beginn des Siebenjährigen Krieges, wurde Wallis zum Commander der Sloop Swan befördert. Im April 1757 wurde er Captain der Fregatte Port Mahon, mit der er im Zuge der Einnahme der Festung Louisbourg zuerst an der Louisbourg-Expedition (1757) sowie der Belagerung von Louisbourg (1758) teilnahm. Unter Vizeadmiral Charles Saunders nahm Wallis 1759 an der Belagerung von Québec teil. Im Dezember 1760 übernahm er das Kommando über das Linienschiff Prince of Orange, das 1761 an der Eroberung der Belle-Île beteiligt war.

### Weltumseglung mit derDolphin(1766–1768)
Im Juni 1766 erhielt Wallis das Kommando über die Dolphin, die kurz zuvor von ihrer Weltumseglung unter John Byron zurückgekehrt war. Seine Befehle zum Ziel der Reise sind auf den 16. August 1766 datiert. Er hatte den Auftrag, zusammen mit der Swallow unter dem Kommando von Philipp Carteret in die Südsee zu erkunden. Dabei wurden sie anfangs vom Versorgungsschiff Prince Frederick begleitet. Von Plymouth aus stachen die Schiffe am 22. August 1766 in See.
Am 7. September erreichten sie Madeira, wo die fünf Tage blieben. Am 16. September passierte der Konvoi die kanarische Insel La Palma, sechs Tage später die kapverdischen Inseln Sal und Boa Vista. Am 25. September ankerten sie in Porto Praya auf der Insel Santiago. Nach der Atlantiküberquerung sichteten sie am 8. Dezember Port Desire. Am 17. Dezember erreichte der Konvoi die Magellanstraße. Neun Tage später, am 26. Dezember, warfen sie in der Bucht von Port Famine Anker. Dort verließ sie die Prince Frederick in Richtung der Falklandinseln. Am 11. April 1767 erreichten sie endlich den Pazifik. Bei der Ausfahrt aus der Magellanstraße verloren sich Wallis und Carteret aus den Augen. Die Dolphin segelte nordwestlich weiter in den Südpazifik.
Wallis erreichte bald das Gebiet des Tuamotu-Archipels, wo er innerhalb weniger Tage einige Inseln entdeckte und benannte: am 6. Juni, einem Pfingstsonntag, die Insel Pinaki, die er „Whitsun Island“ (Pfingstinsel) nannte, zwei Tage später Nukutavake („Queen Charlotte’s Island“), weitere zwei Tage später Vairaatea („Egmont Island“), einen Tag später Paraoa („Gloucester Island“), einen weiteren Tag später Manuhangi („Cumberland Island“) und am 13. Juni schließlich Nengonengo („Prince William Henry’s Island“).
Die Dolphin erreichte die Gesellschaftsinseln. Am 17. Juni entdeckte ihre Besatzung zunächst die Insel Mehetia („Osnaburgh Island“) und am darauffolgenden Tag Tahiti („King George the Third’s Island“), wo sie in der Matavai-Bucht ankerten. Dort blieb die Dolphin bis zum 27. Juli. Einen Tag später entdeckten sie Maiao („Sir Charles Saunders Island“) und am 30. Juli die Inseln Maupihaa („Lord Howe Island“) sowie Manuae („Scilly Islands“). Am 13. August passierten sie die bereits zuvor entdeckten Inseln Tafahi („Boscawen’s Island“) und Niuatoputapu („Keppel’s Isle“). Aufgrund des anbrechenden Winters und des Zustands der Dolphin entschloss sich Wallis nicht durch die Magellanstraße oder über Kap Hoorn nach England zurückzukehren. Mitte August änderte die Dolphin den Kurs auf Nordnordwest in Richtung der Marianen. Am 16. August sichteten sie Uvea, die seine Offiziere nach ihm als „Wallis“ benannten. 3. September passierten sie die Marshallinseln Rongerik und Rongelap. Drei Tage später erreichten sie Tinian. Dort blieben sie bis zum 15. Oktober, um Reparaturen an der Dolphin vornehmen zu lassen.
Die Dolphin traf am 30. November in Batavia ein und verblieb dort bis zum 8. Dezember. Am 4. Februar 1768 ankerte sie in der Tafelbucht vor Kapstadt am Kap der Guten Hoffnung für einen letzten, einmonatigen Zwischenstopp. Am 28. Mai 1768 erreichte die Dolphin Downs.

### Späteres Wirken
Wallis heiratete am 4. Juni 1770 Betty Hearle (1740–1804). Gemeinsam hatten sie die Tochter Betty.
Von Mitte November 1770 bis April 1772 befehligte Wallis das Linienschiff Torbay. 1779 stand er auf der Liste von Captains, die Halbsold erhielten. Vom Oktober 1779 an war Wallis für ein Jahr Kommandant des Linienschiffs Dublin. Dieses war während der Belagerung von Gibraltar (1779–1783) am 8. Januar 1780 beim Kap Finisterre am Angriff auf einen Schiffskonvoi der Handelskompanie Real Compañia Guipuzcoana de Caracas beteiligt. Anschließend war Wallis drei Monate lang Befehlshaber des Linienschiffs Queen.
Wallis war Extra Commissioner of the Navy des Navy Boards von 1780 bis 1784 und von 1787 bis zu seinem Tod im Jahr 1795.

## Ehrungen
Das Atoll Wallis der zu den Wallis-Inseln gehörenden Inselgruppe von Wallis und Futuna wurde nach ihm benannt.

## Rezeption
Die Weltumrundungen von Wallis und Carteret wurden im 1879 erschienenen zweiten Band Les Navigateurs du XVIIIe siècle (Die großen Seefahrer des 18. Jahrhunderts) von Jules Vernes Sachbuch-Trilogie Découverte de la terre (Die Entdeckung der Erde) wiedergegeben.